# DDR-Mannschaftsmeisterschaft im Schach 1962
Bei der DDR-Mannschaftsmeisterschaft im Schach 1962 konnte SC Einheit Dresden nach 1957 und 1958 die DDR-Mannschaftsmeisterschaft zum dritten Male gewinnen.
Gespielt wurde ein Rundenturnier, wobei jede Mannschaft gegen jede andere jeweils vier Mannschaftskämpfe an acht Brettern austrug, dem sogenannten Halb-Scheveninger System. Insgesamt waren es 60 Mannschaftskämpfe, also 480 Partien. Bei dem verkürzten Scheveninger System bilden die ersten vier Spieler jeder Mannschaft das Oberhaus und die zweiten vier das Unterhaus. Auf diese Weise besteht jedes Team praktisch aus zwei Mannschaften, deren Ergebnisse allerdings als Ganzes gewertet werden.

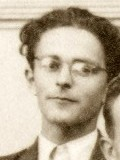
Manfred Kahn

Während die erste Halbzeit an Wochenenden ausgetragen wurde, fand die zweite Halbzeit (zehn Runden) zentral in Leipzig vom 7. bis 13. Mai 1962 statt. Es spielten die sechs Mannschaften im Leipziger Sportforum.
Der 13. Mai brachte die Entscheidung. Mit knappestem Vorsprung hatte es der SC Einheit Dresden verdient geschafft. Er war an allen Brettern ausgeglichener und besaß in Hans Richter und Manfred Kahn im Unterhaus zwei starke Säulen, auf denen der dritte Titelgewinn basiert.

## DDR-Mannschaftsmeisterschaft 1962

### Kreuztabelle der Oberliga (Rangliste)
|   | Verein                 | 1    | 2    | 3    | 4    | 5    | 6    | Punkte |
| - | ---------------------- | ---- | ---- | ---- | ---- | ---- | ---- | ------ |
| 1 | SC Einheit Dresden     |      | 17,0 | 17,5 | 18,5 | 19,5 | 21,0 | 93,5   |
| 2 | TSC Oberschöneweide I  | 15,0 |      | 15,5 | 18,0 | 22,0 | 22,5 | 93,0   |
| 3 | SC Rotation Leipzig    | 14,5 | 16,5 |      | 14,0 | 23,0 | 18,0 | 86,0   |
| 4 | SC Chemie Halle        | 13,5 | 14,0 | 18,0 |      | 19,5 | 20,5 | 85,5   |
| 5 | TSC Oberschöneweide II | 12,5 | 10,0 | 9,0  | 12,5 |      | 17,0 | 61,0   |
| 6 | BSG Motor Gotha        | 11,0 | 9,5  | 14,0 | 11,5 | 15,0 |      | 61,0   |

Stichkampf gegen den Abstieg
Die beiden punktgleichen Mannschaften am Tabellenende absolvierten Anfang Juni 1962 in Leipzig den Stichkampf zur Ermittlung des Absteigers. Dabei setzte sich die Zweitvertretung des TSC Oberschöneweide deutlich mit 6:2 und 5½:2½ gegen Motor Gotha durch.

### Erfolgreichste Spieler an den einzelnen Brettern
| Brett | Spieler          | Verein  |
| ----- | ---------------- | ------- |
| 1     | Wolfgang Uhlmann | Dresden |
| 2     | Werner Golz      | Berlin  |
| 3     | Fritz Baumbach   | Berlin  |
| 4     | Heinz Liebert    | Halle   |
| 5     | Hans Richter     | Dresden |
| 6     | Manfred Kahn     | Dresden |
| 7     | Lothar Kollberg  | Berlin  |
| 8     | Uwe Fritsche     | Leipzig |

### Die Meistermannschaft
| 1.            | SC Einheit Dresden |
| Schachfiguren | Alphabetische Reihenfolge: Dieter Bertholdt, Hartmann, Manfred Kahn, Kneschke, Hans Richter, Horst Rittner, Schmidt, Wolfgang Uhlmann, Lothar Zinn |

### DDR-Liga
| Platz | Verein                    | Punkte |
| ----- | ------------------------- | ------ |
| 1     | Lok Berlin-Pankow         | 65,0   |
| 2     | SC Chemie Halle II        | 61,5   |
| 3     | Einheit Rostock           | 59,5   |
| 4     | Wissenschaft Potsdam West | 58,0   |
| 5     | Aufbau Börde Magdeburg    | 56,5   |
| 6     | Motor Abus Dessau         | 56,0   |
| 7     | Lok Waren-Rethwisch       | 47,0   |
| 8     | Chemie Piesteritz         | 44,5   |

| Platz | Verein                 | Punkte |
| ----- | ---------------------- | ------ |
| 1     | Lok Meißen             | 65,5   |
| 2     | SC Einheit Dresden II  | 64,5   |
| 3     | Aufbau Dresden Mitte   | 61,0   |
| 4     | SC Rotation-Leipzig II | 58,0   |
| 5     | Lok Greiz              | 54,0   |
| 6     | Motor Jena             | 50,5   |
| 7     | Wismut Wilkau-Haßlau   | 49,5   |
| 8     | Rotation Dresden       | 45,0   |

### Protestfall in der DDR-Liga Süd und Konsequenzen
In der ursprünglichen Tabelle der Liga-Staffel Süd waren Lok Meißen und Einheit Dresden II punktgleich. Den fälligen Stichkampf in Coswig (Sachsen) gewann Dresden nach einem 4:4-Unentschieden im Rückkampf mit 5½:2½. Anschließend absolvierte Lok Dresden II auch die Stichkämpfe gegen den Sieger der Nord-Staffel in Bitterfeld. Lok Pankow gewann das Hinspiel klar mit 6:2. Doch im Rückkampf triumphierte Dresden mit dem gleichen Ergebnis und hatte insgesamt das bessere reziproke Brettpunktergebnis.
Da jedoch Dresden im Ligaspiel gegen Wilkau-Haßlau einen nicht spielberechtigten Akteur eingesetzt hatte, wurde der Mannschaft ein Punkt aberkannt (und Wilkau-Hasslau gutgeschrieben). Somit war Lok Meißen Staffelsieger und trat ca. ein Vierteljahr nach den ursprünglichen Stichkämpfen seinerseits gegen Pankow an. Hier siegten die Berliner deutlich mit 6:2 und 4½:3½.

### Aufstiegsspiele zur DDR-Liga
| Platz | Verein                  | Punkte |
| ----- | ----------------------- | ------ |
| 1     | Wissenschaft Greifswald | 15,0   |
| 2     | Lok Pankow              | 14,5   |
| 3     | Lok Schwerin            | 09,5   |
| 4     | Medizin Neubrandenburg  | 09,0   |

| Platz | Verein                  | Punkte |
| ----- | ----------------------- | ------ |
| 1     | Wissenschaft Potsdam II | 15,5   |
| 2     | Einheit Friesen Berlin  | 13,0   |
| 3     | Medizin Strausberg      | 11,0   |
| 4     | Motor SO Magdeburg      | 08,5   |

| Platz | Verein             | Punkte |
| ----- | ------------------ | ------ |
| 1     | Lok Mitte Leipzig  | 16,0   |
| 2     | SG Lauchhammer     | 13,5   |
| 3     | Motor Dresden Ost  | 09,5   |
| 4     | Fortschritt Plauen | 09,0   |

| Platz | Verein              | Punkte |
| ----- | ------------------- | ------ |
| 1     | SC Chemie Halle III | 16,5   |
| 2     | Motor Gotha II      | 14,5   |
| 3     | Einheit Meiningen   | 09,0   |
| 4     | Einheit Saalfeld    | 08,0   |

## DDR-Meisterschaft der Frauen 1962
Für die Meisterschaftsendrunde waren Titelverteidiger SC Chemie Halle sowie die Staffelsieger und der punktbeste Zweite aus der DDR-Liga startberechtigt.

### DDR-Liga
| Platz | Verein           | Punkte |
| ----- | ---------------- | ------ |
| 1     | Einheit Freiberg | 28,0   |
| 2     | Lok Dresden      | 26,5   |
| 3     | Lok Cottbus      | 09,0   |
| 4     | Aktivist Böhlen  | 08,5   |

| Platz | Verein                 | Punkte |
| ----- | ---------------------- | ------ |
| 1     | Empor Erfurt           | 27,5   |
| 2     | Wissenschaft Leipzig   | 27,0   |
| 3     | Aufbau Börde Magdeburg | 11,5   |
| 4     | Lok Werdau             | 06     |

Endrunde
Das Finalturnier fand vom 29. Juni bis 1. Juli 1962 in Zwickau statt.
| Platz | Verein               | Punkte |
| ----- | -------------------- | ------ |
| 1     | SC Chemie Halle      | 10,5   |
| 2     | Empor Erfurt         | 10,0   |
| 3     | Wissenschaft Leipzig | 10,0   |
| 4     | Einheit Freiberg     | 05,5   |

## Jugendmeisterschaften
| männlich         | weiblich         |
| ---------------- | ---------------- |
| Rotation Leipzig | Oberschule Waren |